# Muhammad Ali vs. Sonny Liston
Muhammad Ali vs. Sonny Liston è stato un incontro di pugilato disputatosi il 25 maggio 1965 presso il Central Maine Youth Center di Lewiston, Maine, Stati Uniti.
Fu il secondo confronto tra i due pugili e uno dei match più attesi, seguiti e controversi nella storia dello sport. Ali vinse al primo round per KO.

## Contesto

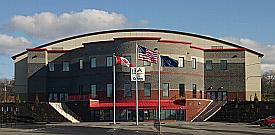
La Androscoggin Bank Colisée, Lewiston, Maine

Dopo la prima vittoria di Clay su Liston nel 1964, entrambi i pugili rimasero coinvolti in spiacevoli vicende extra sportive. Un paio di giorni dopo l'incontro, Clay annunciò pubblicamente di essersi unito ai "Black Muslims", un'organizzazione vista da molti come un gruppo inneggiante all'odio verso i bianchi, e cominciò a farsi chiamare Cassius X. Il mese seguente, fu rinominato Muhammad Ali dal leader della Nation of Islam Elijah Muhammad. La tal cosa fu oggetto di aspre critiche e polemiche di vario genere. Martin Luther King Jr. dichiarò: «Quando Cassius Clay si unì ai Black Muslims e iniziò a farsi chiamare Cassius X, divenne un campione della segregazione razziale». Da parte sua, Sonny Liston era stato arrestato il 12 marzo con l'accusa di guida pericolosa senza patente, eccesso di velocità, e detenzione di armi. Il poliziotto che effettuò l'arresto disse che l'ex campione stava guidando a 122–128 kmh in una zona residenziale. Inoltre, Liston aveva in auto una pistola calibro 22 e parecchie bottiglie vuote di vodka. Una giovane donna era in macchina con lui, ma non fu arrestata. In breve, nel periodo nel quale il Congresso stava investigando sulla corruzione e le infiltrazioni della criminalità organizzata nel mondo della boxe, nessuno dei due atleti era visto come un modello esemplare di virtù.
Secondo alcuni, l'inaspettato finale del match Liston vs. Clay poteva dare adito a sospetti di illecito in quanto il contratto contemplava già, in ogni caso, la clausola della rivincita. Molti ipotizzarono che Liston aveva più da guadagnare, dal punto di vista finanziario, da una sconfitta dove avrebbe perso il titolo per poi riconquistarlo in un rematch prefissato. A causa di queste polemiche, quando Ali e Liston firmarono il contratto per la rivincita, la World Boxing Association (WBA) tolse il titolo ad Ali. Tuttavia, la World Boxing Council (WBC), la New York State Athletic Commission e la rivista The Ring continuarono a riconoscerlo come campione del mondo.
A causa delle forti pressioni esercitate dalla WBA, vi furono problemi nel trovare una location dove organizzare il combattimento. Alla fine, lo Stato del Massachusetts acconsentì ad ospitare il match, fatto che causò la sospensione della Massachusetts Boxing Commission da parte della WBA. La sfida venne fissata per il 16 novembre 1964, al Boston Garden. Questa volta, Liston si allenò seriamente per l'incontro, senza distrazioni di sorta. Ali, continuò a punzecchiare Liston sui mass media, arrivando a portarsi dietro una "trappola per orsi" durante gli allenamenti (il soprannome di Liston era infatti "Big Bear", "grande orso"). Però, la data del match fu posticipata di sei mesi, poiché tre giorni prima del combattimento, Ali dovette sottoporsi a un intervento chirurgico urgente a causa di un'ernia strozzata.
La nuova data del match venne fissata per il 25 maggio 1965. I promoter dovettero scovare in fretta una nuova sede per ospitare l'evento, in quanto Boston non era più disponibile. Il governatore John H. Reed del Maine propose la cittadina di Lewiston. Il combattimento si svolse quindi presso il Central Maine Youth Center (ora Androscoggin Bank Colisée). Lewiston era la città più piccola a ospitare un incontro per il titolo dei pesi massimi sin da quando Jack Dempsey aveva combattuto con Tom Gibbons a Shelby, Montana, nel 1923. Ad oggi, è l'unico match per un titolo dei pesi massimi ad essersi svolto nello Stato del Maine.
L'atmosfera che circondò l'evento fu abbastanza tesa e sinistra, principalmente a causa delle recenti dichiarazioni di Ali sulla sua conversione all'Islam e dei suoi rapporti con Elijah Muhammad e la Nation of Islam. Malcolm X, che aveva avuto dissidi pubblici con Elijah Muhammad, era stato assassinato alcuni mesi prima del match, e gli uomini accusati dell'omicidio erano membri della Nation of Islam. Circolarono voci secondo le quali Ali, che aveva criticato apertamente Malcolm dopo la sua rottura con Elijah Muhammad, avrebbe potuto subire ritorsioni o attentati da parte dei seguaci di Malcolm X. L'FBI prese seriamente l'ipotesi e mise in atto un attento sistema di sorveglianza per proteggere Muhammad Ali. Liston, da parte sua, dichiarò di aver ricevuto minacce di morte dalla Nation of Islam.
A causa della località sperduta e della paura di attentati, solamente 2 434 fan presenziarono all'evento, stabilendo il record negativo circa la presenza di pubblico a un incontro di boxe per il titolo del mondo dei pesi massimi.

## L'incontro

### Il pugno "fantasma"

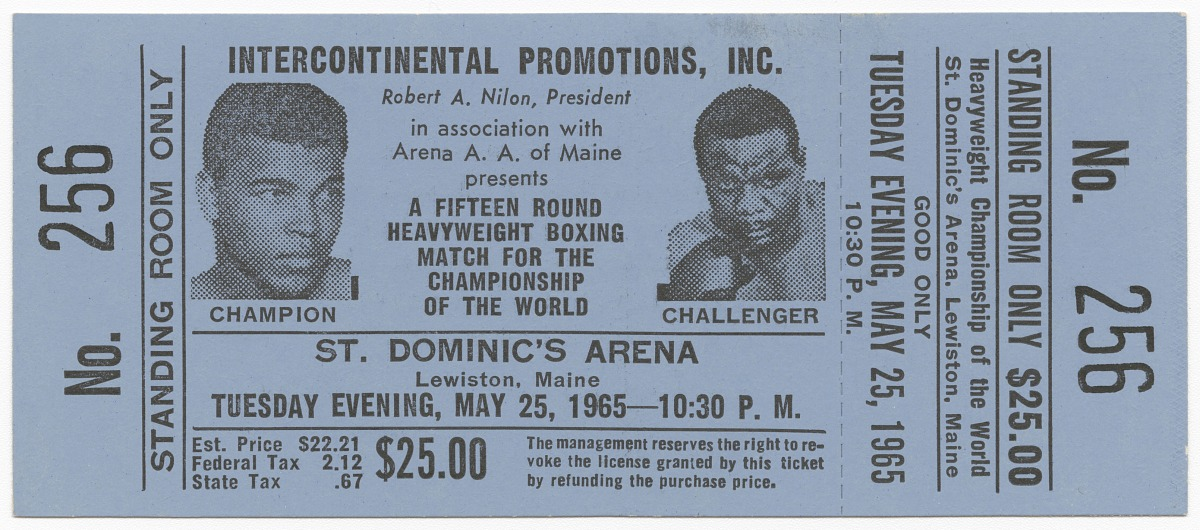
Il biglietto del secondo match Clay-Liston. Lewiston, 25 maggio 1965

Rifiutato dalle principali sedi pugilistiche americane e da Las Vegas, il match di rivincita con Liston si disputò nel 1965 a Lewiston nel Maine. Il 25 maggio Ali, detentore della corona dei massimi, e Liston si incontrarono di nuovo. 
Alla prima ripresa, al minuto 1:44, il campione del mondo colpì l'avversario con un colpo d'incontro apparentemente innocuo, passato alla storia come il cosiddetto pugno fantasma (the phantom punch). Liston rimase al tappeto apparentemente tramortito; Ali sembrò consapevole che il colpo con il quale aveva abbattuto l'avversario non fosse risolutivo e invitò con veemenza lo sfidante ad alzarsi per continuare il combattimento. Nel frattempo il cronometrista a bordo ring, Francis Mc Donough, aveva dato inizio al regolare conteggio.
Approfittando che l'inesperto arbitro Jersey Joe Walcott (un ex campione del mondo della categoria) era impegnato a frenare le proteste di Muhammad Ali, che invece di andare al suo angolo e attendere il conteggio insultava l'avversario al tappeto, Liston indugiò a rialzarsi. Quando lo fece erano passati dodici secondi dall'atterramento. Walcott fece riprendere il match. In un secondo momento, su segnalazione di uno dei giornalisti a bordo ring, Nat Fleischer, editore della rivista The Ring, e del cronometrista, si accorse dell'errore e sospese il combattimento dichiarando Ali vincitore per KO a 2:12 della prima ripresa. 
Il pubblico, certo di una combine, iniziò a protestare. Nel match si erano verificate molte violazioni al regolamento; tra queste il comportamento di Muhammad Ali dopo l'atterramento e quello dell'arbitro, che non aveva ammonito ufficialmente Ali né si era accorto del procedere del conteggio mentre era impegnato ad allontanare il campione del mondo.
Secondo gli esperti che hanno visionato al rallentatore la ripresa, il colpo di Ali, assestato da brevissima distanza e quasi invisibile, sembra aver colpito la tempia dell'avversario, che in quel momento stava portando un attacco con il suo caratteristico stile ed era fortemente sbilanciato in avanti. 
L'immagine del campione del mondo che sovrasta Liston al tappeto è divenuta una delle icone della nostra epoca. 
A giochi ormai fatti, mentre Ali viene osannato e festeggiato, nessuno si interessa di Liston che gira sconsolato sul ring ed all'incontro con un suo assistente, lo si nota chiaramente vacillare ed ondeggiare come se non si fosse ancora pienamente ripreso dal pugno subito. «È stato un buon destro», disse Liston dopo il match. «Mi ha stordito. Mi sono inginocchiato ma poi sono caduto la seconda volta perché avevo perso l'equilibrio. [...] Avrei potuto alzarmi, ma non ho sentito il conteggio». Analisi alla moviola del combattimento mostrano che il pugno incriminato raggiunse la guancia di Liston con una forza di impatto limitata. Ali disse immediatamente dopo il combattimento di non essere ben sicuro che il suo colpo fosse andato a segno, e ancora sul ring chiese al suo entourage: «L'ho colpito?». Al ministro della Nation of Islam Abdul Rahman, Ali disse che Liston "si era sdraiato a terra" ma Rahman gli ripose: «No, l'hai colpito».
Larry Merchant scrisse 50 anni più tardi, "ho visto veramente il pugno arrivargli sul mento, come anche altri nella mia postazione della sezione stampa. Era un destro veloce che colpì Liston mentre si faceva avanti ... Secondo i dottori in prima fila con cui ho parlato, era stato un classico esempio di KO a scoppio ritardato".
Quando l'incontro terminò, numerosi fan protestarono urlando che il match era stato truccato ed era una farsa. Gli scettici sostenevano che il KO era frutto di un "pugno fantasma". Dave Anderson del New York Times disse che Liston "sembrava in pessima forma e aveva un aspetto orribile" nella sua ultima seduta di allenamento prima del match.
"Molti spettatori nell'arena non videro [il pugno], comprensibilmente", scrisse Merchant, "o non potevano credere che fosse stato così forte da buttare giù l'apparentemente indistruttibile ex campione". Egli descrisse inoltre la credenza che il match fosse truccato come "un mito duro a morire". 
A bordo ring, tuttavia, ci fu anche chi era invece convinto della legittimità dell'incontro. Jim Murray del Los Angeles Times scrisse che non c'era stato nessun "pugno fantasma". Tex Maule di Sports Illustrated scrisse: "Il colpo ebbe una tale forza da sollevare il piede sinistro di Liston, sul quale poggiava la maggior parte del suo peso". Tra gli osservatori a bordo ring, l'ex campione del mondo dei pesi massimi James J. Braddock, disse di avere il sospetto che il destro di Ali si fosse limitato a concludere ciò che aveva iniziato un precedente colpo. «Ho la sensazione che questo ragazzo (Ali) sia molto meglio di quanto nessuno abbia mai pensato», concluse Braddock.
Un altro ex campione del mondo, Rocky Marciano, cambiò idea circa il KO dopo aver visionato un filmato dell'incontro il giorno successivo. «Non pensai che fosse un pugno così potente quando vidi l'incontro a bordo ring» disse Marciano. «Ora (dopo aver visto il filmato) penso che Clay, vedendo Liston a guardia scoperta, abbia dato forza al pugno negli ultimi centimetri».
Nel 2004 Ali è tornato sull'argomento nella sua ultima intervista ufficiale, cui ha risposto con l'aiuto dei familiari.

### Accuse di presunta combine
Come si è detto Liston, dopo l'atterramento al primo round, si rialzò e proseguì tranquillamente il match. Fu solo nel prosieguo della prima ripresa che ci si accorse che il conteggio elettronico dell'atterramento aveva superato i dieci secondi regolamentari e fu dichiarato KO. Se ci fosse stata veramente combine non si sarebbe rialzato. Nonostante ciò, già immediatamente dopo la conclusione del match sorsero teorie alternative che si diffusero con le modalità della leggenda metropolitana.
Tra quanti sostengono la tesi della combine, sussistono varie teorie sul perché Liston si sia lasciato cadere:
- (1) La mafia costrinse Liston a perdere l'incontro per ragioni di scommesse.
- (2) Liston scommise contro se stesso perché doveva dei soldi alla mafia.
- (3) Un paio di membri della Nation of Islam fecero visita a Liston mentre si stava allenando minacciandolo di morte se non si fosse fatto battere da Ali.
- (4) Secondo lo scrittore Paul Gallender, alcuni membri della Nation of Islam rapirono la moglie di Liston, Geraldine, e suo figlio, Bobby. Se non avesse perso l'incontro, il pugile non avrebbe più rivisto la sua famiglia.[10]
- (5) Liston aveva paura di essere accidentalmente colpito da spari provenienti dai seguaci di Malcolm X nel corso di un tentativo di uccidere Ali sul ring.[11] Mark Kram di Sports Illustrated raccontò che Liston gli aveva detto: «Quel ragazzo [Ali] era pazzo. Non volevo avere niente a che fare con lui. E i musulmani stavano arrivando. Chi ne aveva bisogno? Quindi sono andato giù. Non mi ha colpito».

La mafia riuscì a guadagnare enormi somme di denaro scommettendo sull'allora sfavorito Muhammad Ali. Inoltre l'ascesa del giovane campione sembrava poter aumentare la popolarità della boxe più di quanto il poco pubblicamente apprezzato Liston potesse fare. Durante un documentario del 1995 della HBO su Liston, Johnny Tocco, che all'epoca era proprietario di una palestra di pugilato a Las Vegas, disse di aver parlato con il mafioso John Vitale prima dell'incontro e che questi gli aveva detto che il match sarebbe terminato al primo round perché tutto era stato già deciso. Sempre nello stesso documentario, l'ex agente dell'FBI William F. Roemer Jr. disse: «Avevamo appreso da fonti attendibili che in quel combattimento c'era sicuramente in atto una combine». Egli disse inoltre che Bernie Glickman, un manager di boxe di Chicago che aveva conoscenze nella mafia, aveva dichiarato che mentre discuteva con Liston e la moglie prima del match, la moglie di Liston gli disse che poiché suo marito doveva perdere l'incontro, tanto valeva che finisse al tappeto al primo round, così non si sarebbe fatto male.

## Conseguenze
L'incontro, insieme al suo predecessore, decretò la definitiva affermazione di Ali e la rovina della carriera di Liston. Per Muhammad Ali, fu l'inizio del suo mito di eroe del popolo che sfidava ostacoli insormontabili (sia dentro che fuori dal ring) riuscendo a trionfare con le sue proprie forze, la sua integrità morale, il coraggio e il talento. Per Liston, le due sconfitte furono la causa del crollo della sua reputazione. In poco più di un anno, egli passò dall'essere considerato uno dei più temibili pesi massimi di sempre, all'essere visto come un campione sopravvalutato. "[Dopo i due combattimenti con Ali] Liston non avrebbe mai più intimidito un combattente di livello mondiale", scrisse Bob Mee, "e non fu mai più lo stesso pugile di prima". Ancora peggio, le misteriose circostanze della sua seconda sconfitta misero in relazione per sempre la figura di Liston con il sottobosco criminale delle scommesse clandestine gestite dalla mafia.

### Arbitro e giudici
- Arbitro: Jersey Joe Walcott
- Giudice: Coley Wallace
- Giudice: Russ Leonard
- Giudice: Joe Colvin

## Riferimenti nella cultura di massa
- Nella serie televisiva NCIS, il direttore Leon Vance, ex pugile, ha appesa alla parete del suo ufficio la celebre foto di Ali che sovrasta Liston al tappeto. Nell'episodio Last Man Standing, egli discute della foto con Gibbs e menziona i sospetti di una presunta combine che circolavano sull'incontro tra i due.

- L'episodio della quarta stagione di Mad Men intitolato Buon compleanno è incentrato sul match Ali vs. Liston del 1965.

- Nel 2008 Robert Townsend ha diretto un film su Sonny Liston intitolato Phantom Punch ("Pugno fantasma").

- Una statua di cera di Liston appare sulla copertina del celebre disco dei Beatles Sgt. Pepper's Lonely Hearts Club Band del 1967.[13]